# 保罗·拉比诺
保罗·拉比诺（英語：Paul Rabinow，1944年6月21日—2021年4月6日）是一位美国文化人类学家，现为加利福尼亞大學柏克萊分校教授，主要作品有《PCR传奇：一个生物技术的故事》（Making PCR: A Story of Biotechnology）、《摩洛哥田野作业反思》（Reflections on Fieldwork in Morocco）等。